# Otrov deobenog vretena
Otrov deobenog vretena je otrov koji ometa ćelijsku deobu putem uticaja na proteinske niti koje povezuju centromerne regione hromozoma. Otrovi deobenog vretena zaustavljaju produkciju novih ćelija prekidanjem mitozne faze ćelijske deobe na kontrolnom mestu vretenske konstrukcije. Nažalost, mada postoje brojni i raznovrsni otrovi ovog tipa, oni nisu 100% efektivni u eliminaciji tumora.
Iako nisu 100% efektivni, oni su u znatnoj meri terapeutski delotvorni u više tipova hemoterapeutkih tretmana. Deobno vreteno se sastoji od mikrotubula (polimerizovanog tubulina) i regulatornih proteina. Vreteno razdvaja hromozome tokom replikacije. Pojedina jedinjenja koja utiču na deobena vretena nalaze primenu u suzbijanju čvrstih tumora i hematoloških maligniteta. Dve specifične familije antimitotičkih agensa, vinka alkaloidi i taksani, ometaju ćelijsku deobu agitacijom dinamike mikrotubula. Vinka alkaloidi deluju putem inhibicije polimerizacije tubulina u mikrotubule, što dovodi do G2/M zaustavljanja tokom ćelijskog ciklusa i eventualno ćelijske smrti. U kontrastu s tim, taksani zaustavljaju mitotički ćelijski ciklus stabilizacijom mikrotubula, tako da ne dolazi do depolimerizacije. Mada postoje brojni drugi proteini vretena koji potencijalno mogu da budu meta hemoterapeutskih lekova, agensi tubulinskog vezivanja su jedini tip koji je u kliničkoj upotrebi. Agensi koji utiču na motorni protein kinezin su u stupnju kliničkih ispitivanja.
Paklitaksel deluje tako što napada tubulin unutar postojećih mikrotubula, i zatim stabilizuje polimer.